# Ứng Thiên (xã)
Ứng Thiên là một xã ngoại thành nằm ở phía Nam thành phố Hà Nội, Việt Nam.

## Vị trí địa lý
Xã Ứng Thiên có vị trí địa lý:
- Phía Bắc giáp xã Hòa Phú và xã Dân Hòa
- Phía Tây giáp xã Phúc Sơn
- Phía Nam giáp xã Vân Đình
- Phía Đông giáp xã Phượng Dực

## Lịch sử
Ngày 16 tháng 6 năm 2025, Ủy ban Thường vụ Quốc hội ban hành Nghị quyết số 1656/NQ-UBTVQH15 trong đó về việc sắp xếp toàn bộ diện tích tự nhiên, quy mô dân số của các xã Hoa Sơn, Liên Bạt, Quảng Phú Cầu, Trường Thịnh, Viên An, Viên Nội (huyện Ứng Hòa cũ) thành xã mới có tên gọi là xã Ứng Thiên.